# Nuance (restaurant)
Nuance is een restaurant met twee Michelinsterren in Duffel in de Belgische provincie Antwerpen. De chef-kok is Thierry Theys en de gastvrouw is zijn echtgenote Sofie Willemarck.

## Geschiedenis
Het restaurant opende in 2008. Het is gevestigd in een voormalig bankkantoor. Theys (°1984) volgde de hotelschool Ter Duinen in Koksijde en werkte daarna bij Hans van Wolde van Beluga in Maastricht. Gevolgd door het restaurant van Alain Ducasse in Monte Carlo en Plaza Athenée in Parijs.
Het restaurant verbouwde meerdere keren waaronder in 2015 en nog eens in december 2018 met de verwerving van het aanpalende pand waar de nieuwe inkom tot stand kwam. Hierdoor kwam er meer ruimte voor zo'n veertigtal gasten en ook meer personeel.
In 2023, ter gelegenheid van vijftienjarig bestaan, komt het boek "Nuance 15" tot stand. Hierin verhaalt Thierry Theys de geschiedenis en de kenmerken van het restaurant, begeleid door vele foto's en enkele recepten.

## Waardering

### Restaurant
In de Michelingids voor 2010 kreeg het restaurant de eerste Michelinster, en ook meteen met de aantekening dat het veelbelovend was voor een tweede ster; het jaar erop volgde dan ook de tweede ster waarmee Theys een van de jongste chefs ooit met twee Michelinsterren werd.
In de gids van GaultMillau heeft het restaurant in 2024 een notatie van 18 op 20. 

### GaultMillau
2022 - Chef van het Jaar
 
2021 - Dessert van het jaar

2015 - Wijnkaart van het jaar

2010 - Jonge chef van het jaar

### Sommeliers
2012 - Steven Wullaert - beste sommelier van België, volgens de sommeliers gilde.

2021 - Victor Derks - beste sommelier van België, volgens Foodtaster.be.

## Galerij

Nuance 15 in 2023
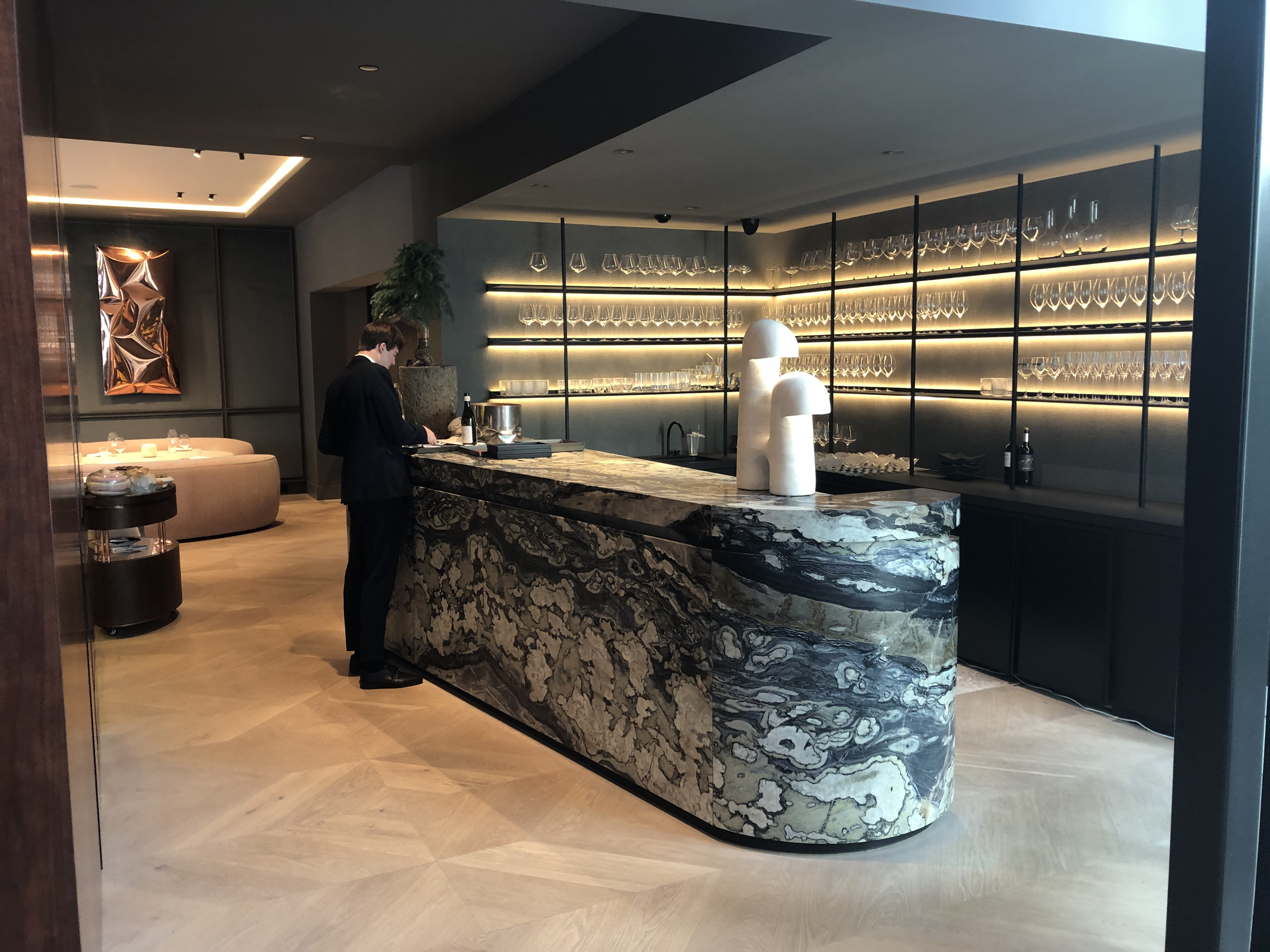
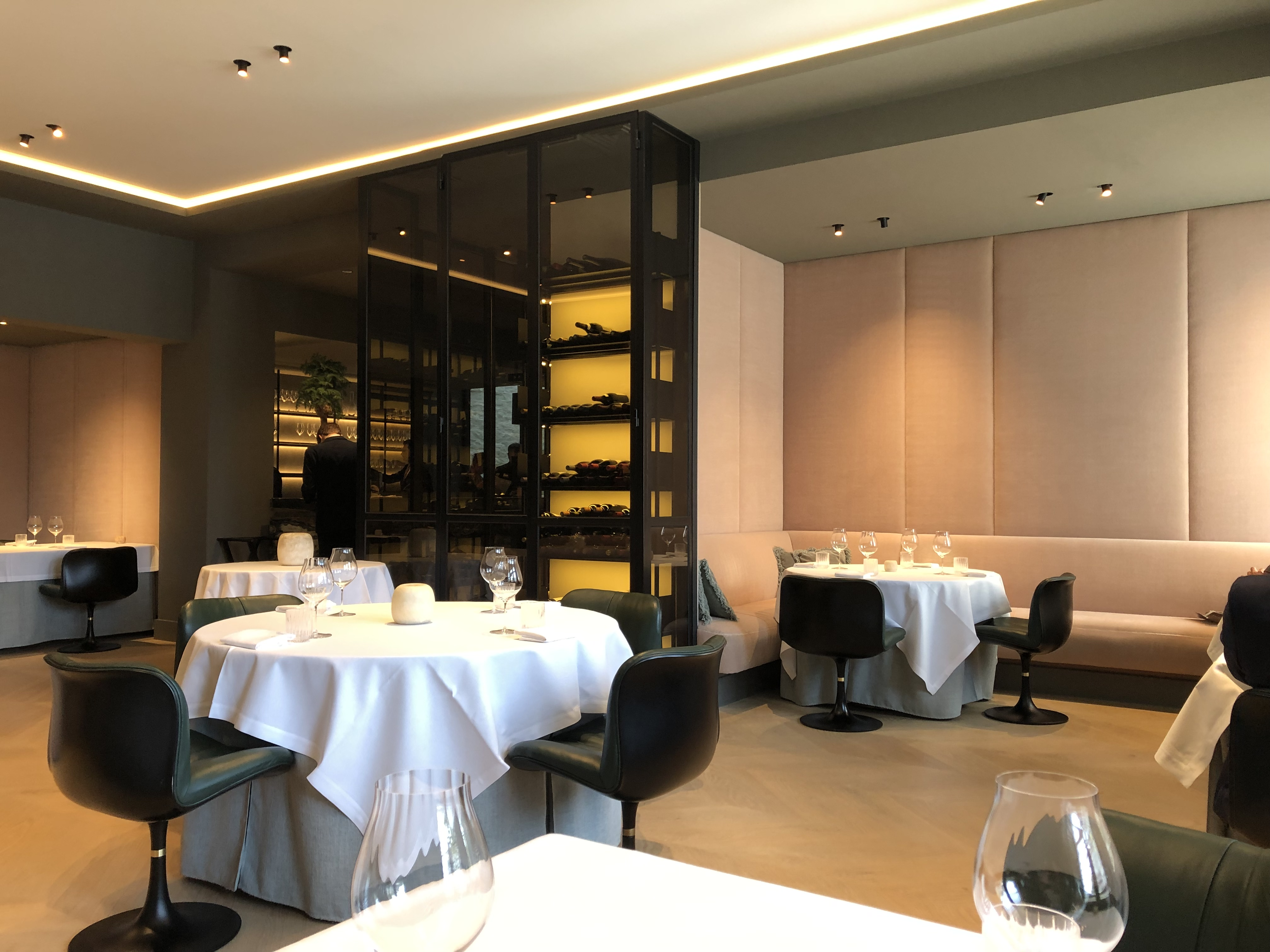
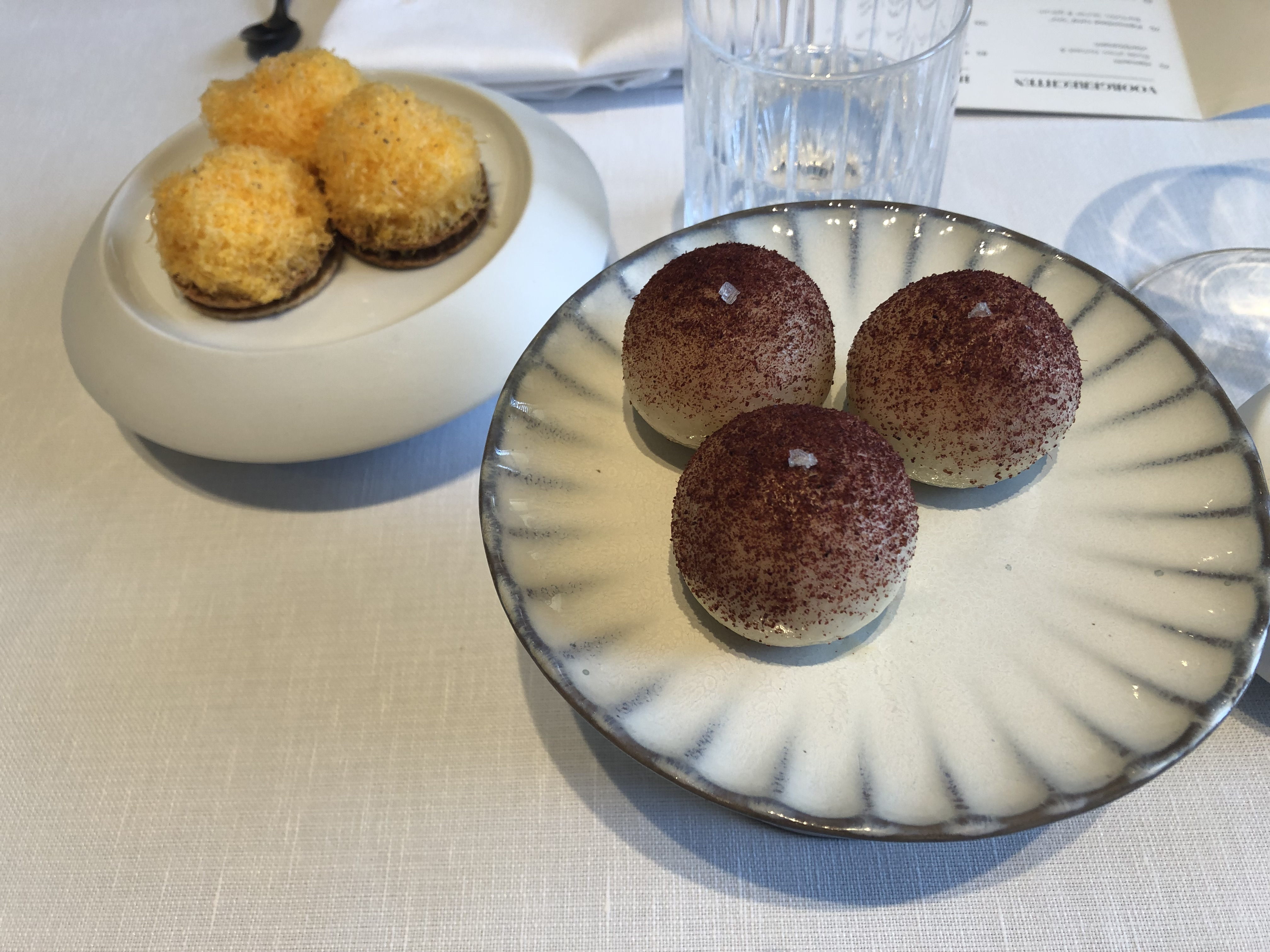
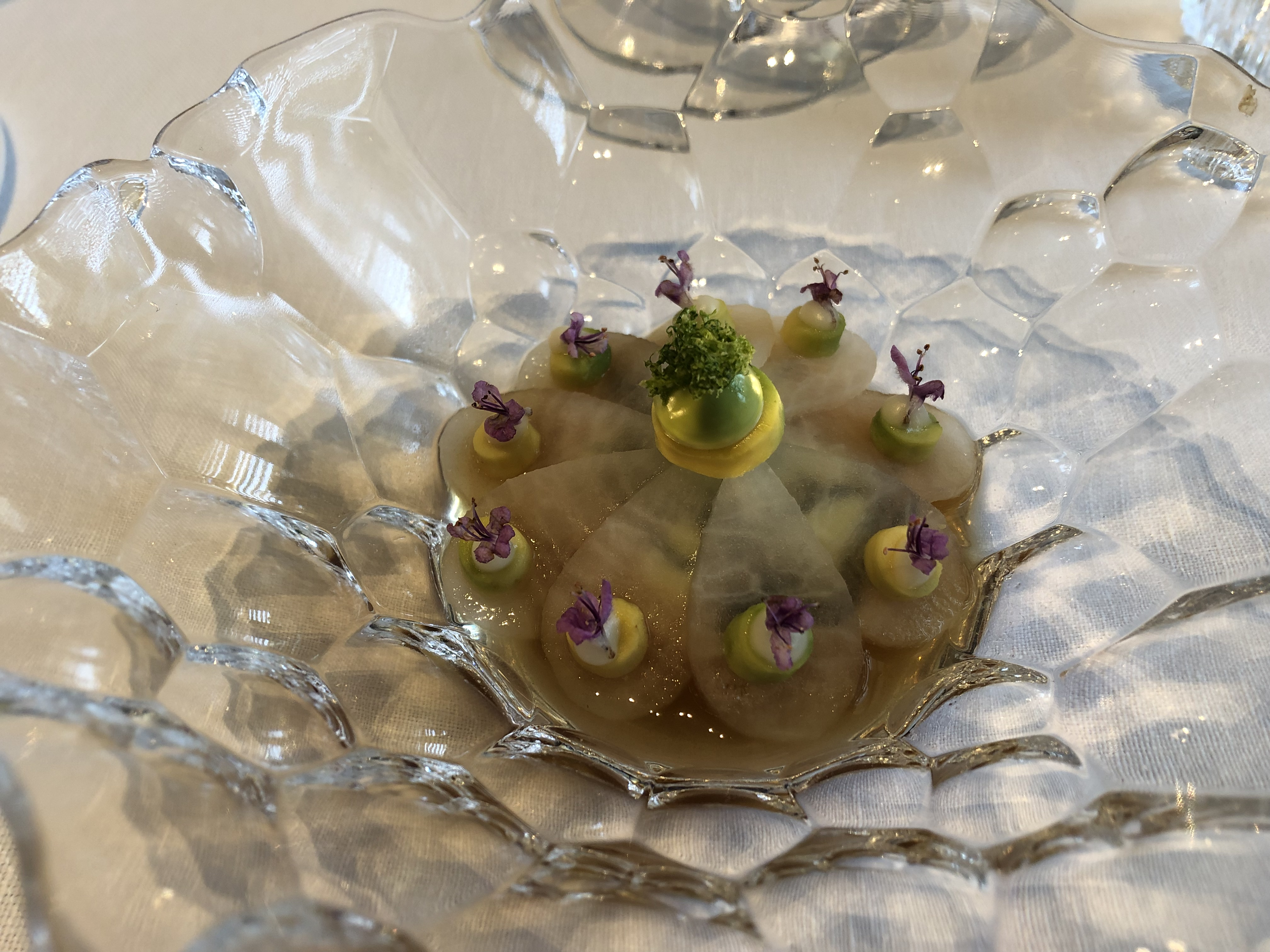
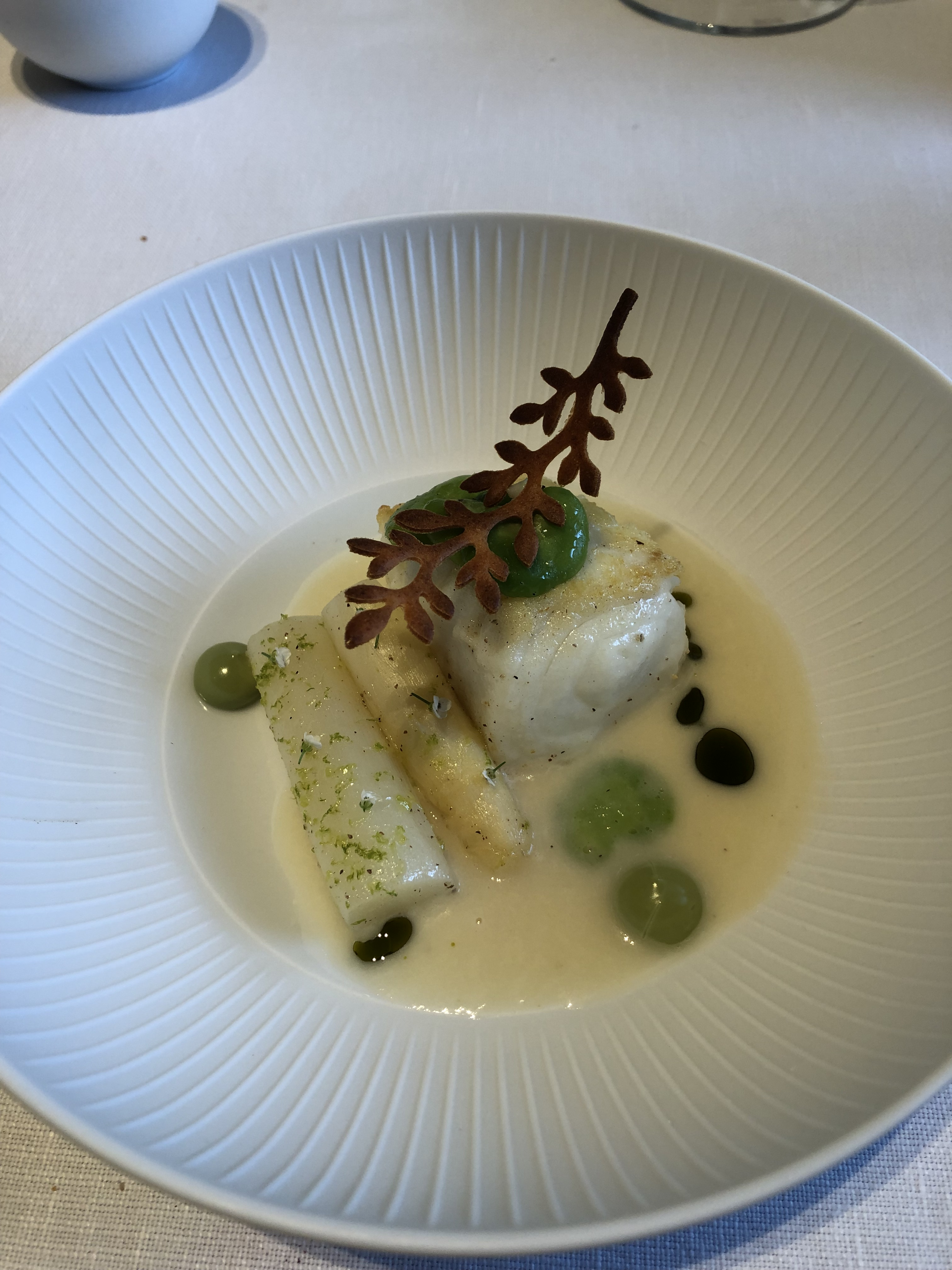
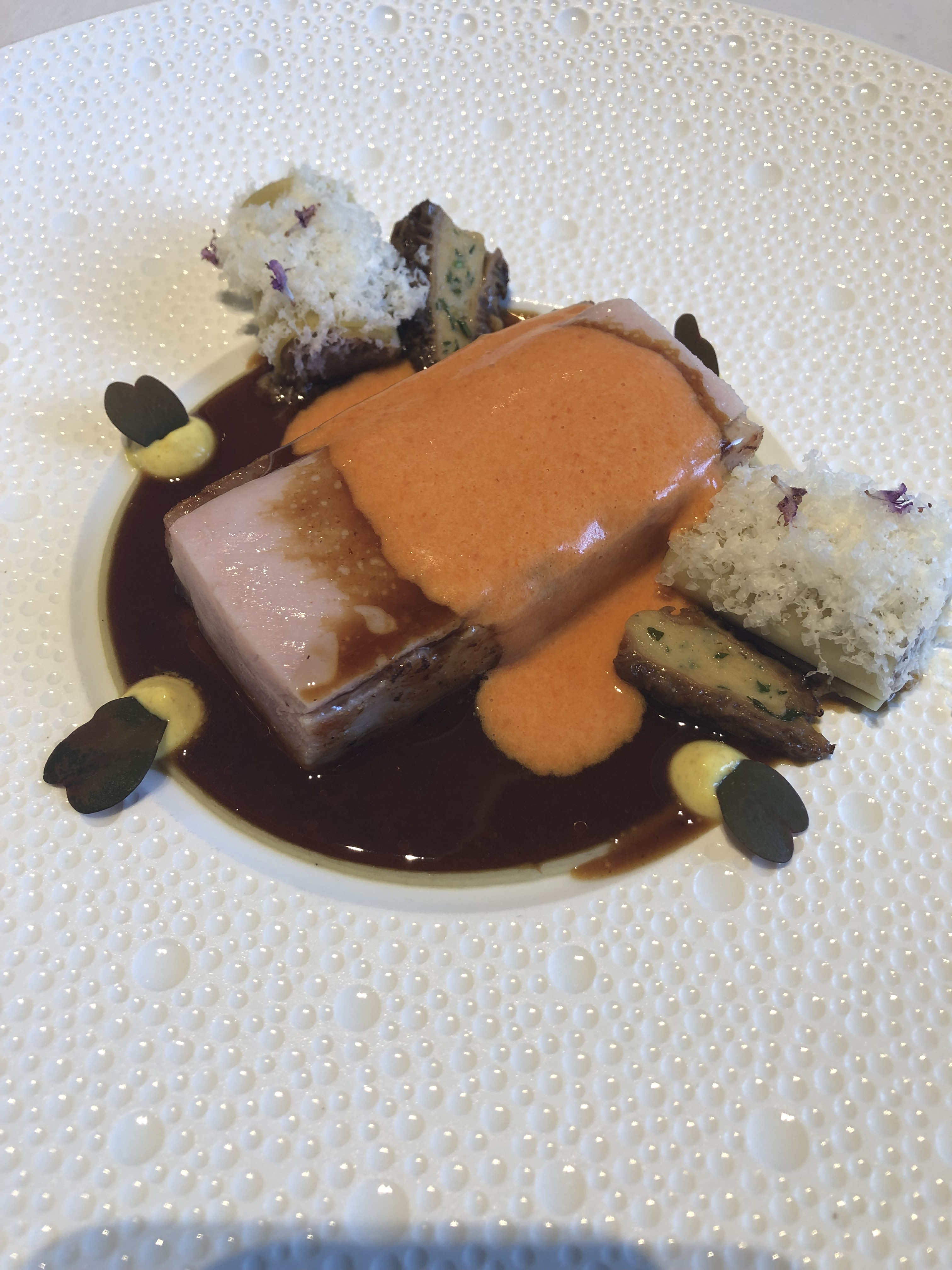
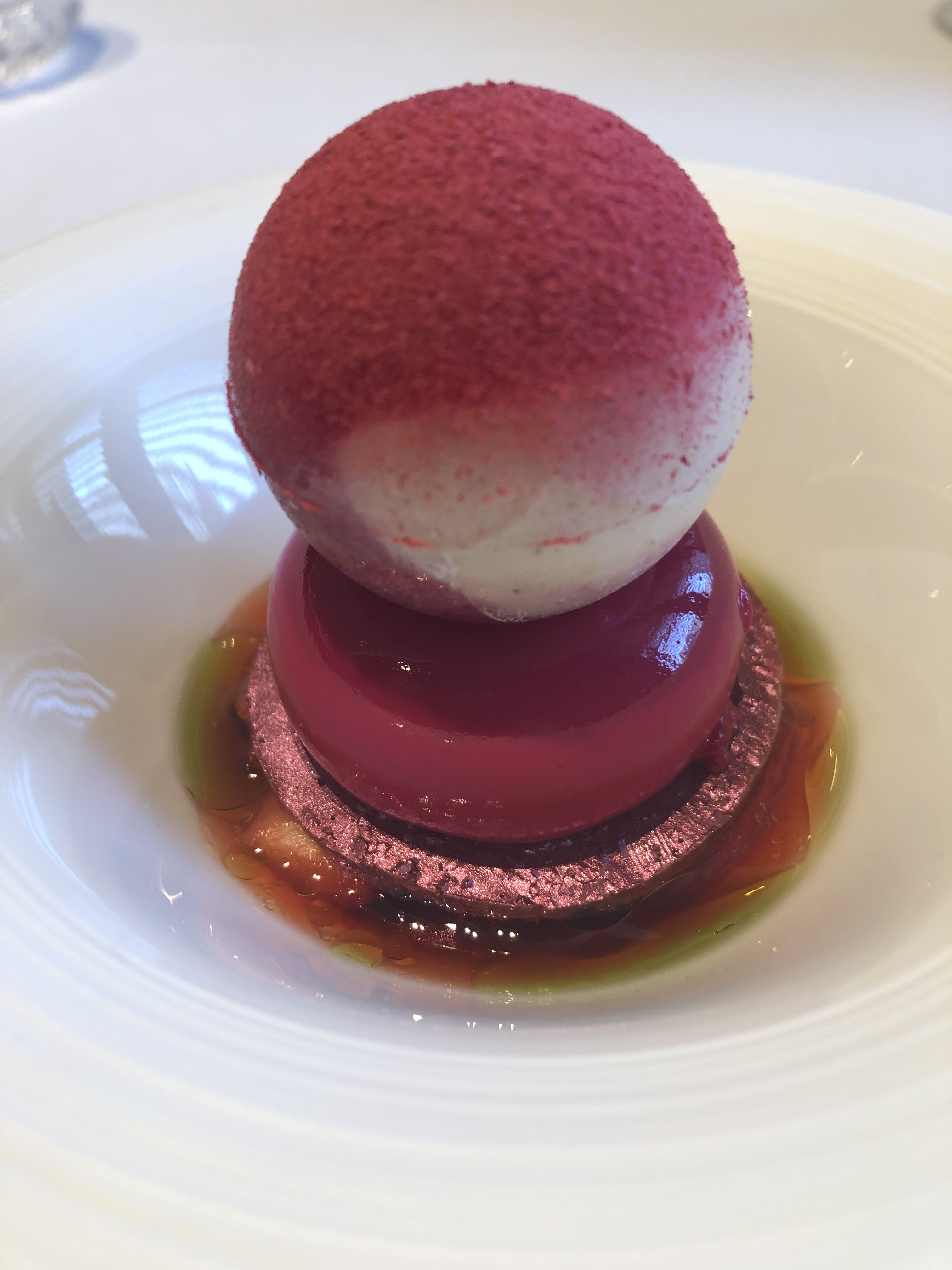